# Ōgaki
Ōgaki (japanska: 大垣市  ?, Ōgaki-shi) är en stad i Gifu prefektur i Japan. Staden fick stadsrättigheter 1918.